# More (албум)
More је трећи студијски албум и први саундтрек енглеске рок групе Пинк Флојд . Објављен је 13. јуна 1969. у Уједињеном Краљевству од стране ЕМИ Колумбије и 9. августа 1969. у Сједињеним Америчким Државама од стране Товер Рекордса. Саундтрек је за истоимени филм који је првенствено сниман на локацији на Ибизи и био је редитељски деби Барбет Шредера. Био је први албум групе без бившег вође Сид Барета .
Албум је био међу десет највећих хитова у Уједињеном Краљевству, али је придобио мешане критике. Неколико песама су постале фаворити уживо током наредних година. Као и остали албуми Пинк Флојда, поново је издат на CD-у са додатним материјалом и изводима.

## Позадина
Пинк Флојд су снимили неколико комада филмске музике пре овог албума. У децембру 1967. представљени су на BBC-јевом Tomorrow's World, свирајући уз светлосну емисију, а следеће године снимили су инструменталну музику за филм Комитет . 
У филму More приказан је млади аутостопер на Ибици који је подлегао злоупотреби хероина са сценама са забаве и узимањем дроге. Редитељ Барбет Шредер је био обожавалац групе и донео је груби део филма у Лондон да на њима радили.   Уместо типичне позадинске музике, Шредер је желео да се песме појављују у филму, као што је плоча која се пушта на журци. Група је такође спекулисала да би могла да се разграна у каријеру филмских композитора ако њихова каријера снимања и турнеје не успе. Бубњар Ник Мејсон је касније рекао да је филм био „идеално прикладан за неке од тутњава, шкрипења и звучних текстура које смо производили редовно“. 

## Снимање и песме
Албум је снимљен у Пај студију у Лондону, крајем јануара и почетком фебруара 1969. са инжењером Брајан Хамфризом. Албум је био први који је продуцирао Пинк Флојд без помоћи Норман Смита, који је задржао кредитну улогу извршног продуцента, и први цео албум без Сид Барета, који је избачен из групе 1968. године, током снимања њиховог другог албума, A Saucerful of Secrets.
Пинк Флојд је већину музике направио за две недеље, са материјалом који је брзо састављен и полуимпровизован. Нису користили студио за синхронизацију због ограничења буџета, већ су једноставно мерили секвенце у филму штоперицом како би знали колико песме требају трајати. Басиста Роџер Вотерс написао је већину текстова у паузама између снимања пратећих нумера. Шредер је био импресиониран колико брзо је група креирала и снимила материјал.  Мејсон и клавијатуриста Ричард Рајт су заједно написали инструментал "Up The Khyber", једини пут када је пар био заслужан као једини кокомпозитори. Дејвид Гилмор, који је заменио Барета, био је главни вокал на албуму. 
More је карактеристичан по мешавинама стилова. Песме као што је "Green is the Colour" биле су акустичне фолк баладе, жанр који група није истраживала често. Мејсонова жена Линди је свирала пени звиждаљку на тој .  Албум такође садржи хард рок, као што су „The Nile Song“ и „Ibiza Bar“,   као и неколико инструменталних нумера као што су „Quicksilver“ и „Main Theme“, са њиховим експерименталним и авангардним приступом. У песми „Cymbaline“ је критикована музичка индустрија, уз речи попут „ваш менаџер и агент су заузети телефоном“. Верзија на албуму се разликује од оне у филму. Гилмор је главни певач у обе верзије, иако се Вотерс понекад погрешно приписује да је главни вокал у филмској верзији.
„Green is the Colour“ су често свирали уживо након објављивања, као мешавина са „Careful With That Axe, Eugene“, као део композиције уживо под називом „The Journey“. То је била редовна појава у сету две године после снимања. „Quicksilver” је свиран под називом „Sleeping” у оквиру емисије уживо из 1969. под називом „The Man”, док је „Cymbaline” носила назив „Nightmare”; ова друга је остала део репертоара групе до краја 1971. У наступима уживо, група је напуштала бину током песме док је публика слушала звучну траку са квадрафонским звучним ефектима укључујући кораке који су путовали око места, и отварање врата. „Main Theme“ се неко кратко време изводила уживо 1970. 
У филму се могу чути две песме које нису завршиле на албуму: „Hollywood” и „Seabirds”. Друга је објављена у The Pink Floyd Songbook-у 1976. године.  Обе песме, као и још две друге песме са тих снимака, „Theme (Beat Version)“ и „More Blues (Alternative Version)“, објављене су у бокс сету 2016., The Early Years 1965–1972. Сет у којем се појављују ове песме, 1969: Dramatis/ation је постао доступан као самосталан 2017. "Seabirds" је била алтернативна верзија песме "Quicksilver".

## Омот
Омот албума је, као и за A Saucerful of Secrets, дизајнирао Хипгносис. Снимак је из дела филма кад се два лика играју око ветрењаче на Ибизи и обрађен у мрачној просторији како би изгледао као психоделично путовање .

## Дистрибуција и рецепција
More је дошао до броја 9 у Уједињеном Краљевству и, након поновног пуштања у продају 1973. године, број 153 у САД. Био је последњи од три албума Пинк Флојда које је издало у Сједињеним Америчким Државама одељење Товер Рекордс компаније Капитол Рекордс. „The Nile Song“ је објављена као сингл у Француској, Јапану и Новом Зеланду отприлике у исто време. Песма се, заједно са „Cirrus Minor“, појавила на компилацији Relics из 1971. године.
Харвест Рекордс је поново издао албум у Америци 1973. У САД је добио златну сертификацију 11. марта 1994. Албум је поново издат на ЦД-у 1985, а дигитално ремастерована верзија је уследила 1995. Године 2016. поново га је издао Пинк Флојд Рекордс.
More је добио мешовите критике од критичара. Record Song Book је рекао да је албум био „увек изузетно занимљив ... и прилично чудан у неким деловима“. Дејли Tелеграфу се свидео, описујући га као почетак „дефинисања експерименталног инструменталног идентитета“. Мјузикхаунд и Ролингстоун су били мање позитивни, при чему је први албуму дао оцену један од пет, а други назвао "досаданим филм саундтреком".

### Легат
Ричи Унтербергер из Олмјузик-а објављује мешани преглед, рекавши да су се кључне песме као што су „Green Is The Colour“ и „Cymbaline“ развиле у јаче комаде када су се свирале уживо.

## Листа песама
| №               | Назив                         | Трајање |  |
| 1.              | Cirrus Minor                  | 5:18    |  |
| 2.              | The Nile Song                 | 3:26    |  |
| 3.              | Crying Song                   | 3:33    |  |
| 4.              | Up the Khyber (инструментал)  | 2:12    |  |
| 5.              | Green Is the Colour           | 2:58    |  |
| 6.              | Cymbaline                     | 4:50    |  |
| 7.              | Party Sequence (инструментал) | 1:07    |  |
| Укупно трајање: | Укупно трајање:               | 23:24   |  |

| №               | Назив                         | Трајање |  |
| 1.              | Main Theme (инструментал)     | 5:27    |  |
| 2.              | Ibiza Bar                     | 3:19    |  |
| 3.              | More Blues (инструментал)     | 2:12    |  |
| 4.              | Quicksilver (инструментал)    | 7:13    |  |
| 5.              | A Spanish Piece               | 1:05    |  |
| 6.              | Dramatic Theme (инструментал) | 2:15    |  |
| Укупно трајање: | Укупно трајање:               | 21:32   |  |